# 크레스 윌리엄스
크레스 윌리엄스(Cress Williams, 1970년 7월 26일 ~ )는 미국의 배우이다.

## 출연 작품
- 바이올런트 러브 (2020)
- 로우 라이더스 (2016)
- 볼 돈 라이 (2008)
- 리틀 블랙 북 (2004)
- 25살의 키스 (1999)
- 크리처 (1998)
- 인베이드 (1998)
- 48시간의 킬링 게임 (1996)
- 둠 제너레이션 (1995)
- 롤링 썬더 (1996, Rolling Thunder)

### 텔레비전
- 베벌리힐스 아이들 (1993-94)
- 리빙 싱글 (1993-98)
- ER (1998-2008)
- 프리즌 브레이크 (2005)
- 베로니카 마스 (2005-06)
- 클로즈 투 홈 (2006-07)
- 그레이 아나토미 (2006-08)
- 하트 오브 딕시 (2011)